# Obok mnie (singel)
Obok mnie – singel Oli, wydany w 2012, pochodzący z albumu Obok mnie. Utwór został napisany przez samą wokalistkę. 7 grudnia 2012 wraz z singlem ukazał się teledysk do piosenki. Obecnie (maj 2018) teledysk przekroczył 11 milionów wyświetleń i jest największym sukcesem w karierze wokalistki.

## Lista utworów
- Digital download

1. „Obok mnie”[1] – 4:03